# Tytania
Tytania (japonés: タイタニア, Taitania) es una saga de ciencia ficción escrita por el novelista japonés Yoshiki Tanaka. Ha sido recientamente (9 de octubre de 2008) adaptada como serie de animación de 26 episodios de duración.

## Sinopsis
La humanidad ha desarrollado la tecnología necesaria para aventurarse en el espacio y dejar la Tierra, conquistando así nuevos planetas en los que vivir. Durante este proceso, han surgido poderosos imperios que rigen diversos planetas, como es el caso del imperio Vardana. Sin embargo, este imperio le debe todo su poder a un clan llamado Tytania, un clan que rige las operaciones militares del imperio y sin quienes no existiría el imperio.

## Personajes
ジュスラン・タイタニア (Jusuran Taitania?)duque del clan Tytania
イドリス・タイタニア (Idorisu Taitania?)duque del clan Tytania
アリアバート・タイタニア (Ariabāto Taitania?)duque del clan Tytania
リディア (Lidia?)Segunda princesa del reino de Erubing
アジュマーン・タイタニア (Ajumān Taitania?)jefe del clan Tytania
ザーリッシュ・タイタニア (Sālisshu Taitania?)duque del clan Tytania
ファン・ヒューリック (Fan Hyūrikku?)comandante al servicio de Euria.